# 챈들러 빙

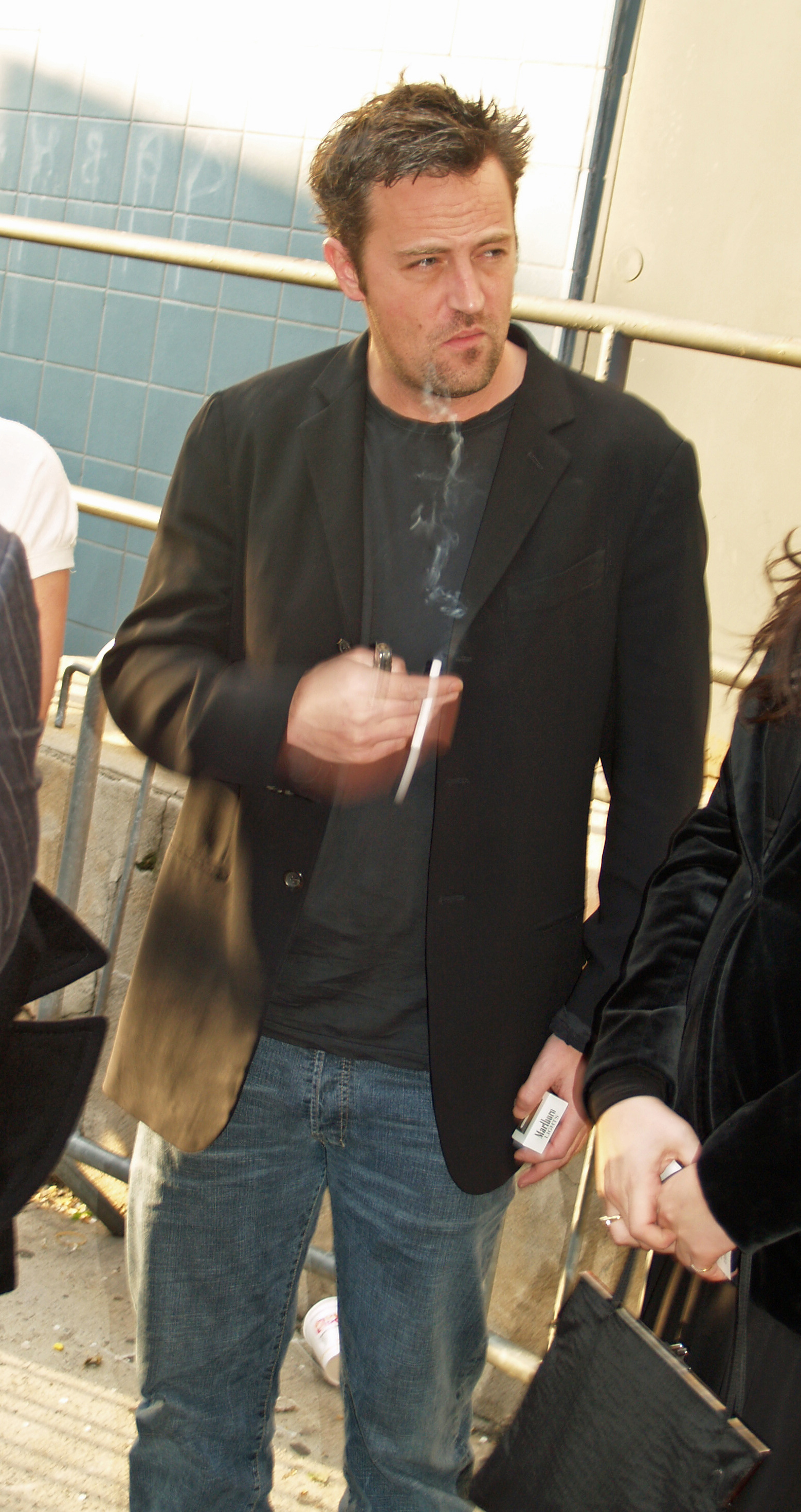

챈들러 뮤리얼 빙(Chandler Muriel Bing,1968년 4월생)은 미국의 시트콤 《프렌즈》(1994년~2004년 방영)의 주요 등장인물로 매슈 페리가 연기하였다.

## 인물배경
챈들러 빙은 로스 겔러의 대학시절 룸메이트로 에로 소설 작가인 노라 타일러 빙(Nora Tyler Bing)과 라스베가스 버라이어티 쇼 스타인 찰스 빙(Charels Bing)사이의 외아들이다.
대부분의 시리즈에서 챈들러는 '통계적 분석'과 '데이터 인식' 관리 전문가로 나온다.나중에는 광고회사에서 카피라이터로 일하게 된다.
대학 재학시절의 추수감사절때 당시 룸메이트 로스 겔러의 여동생인 모니카 겔러와 그녀의 친구 레이첼 그린을 만나고,
후에 모니카의 뉴욕 아파트 앞집(19호)으로 이사하게 되면서 모니카의 룸메이트였던 피비 부페이와 만나게 된다.
그 때 당시 챈들러의 룸메이트는 킵(Kip,시리즈에 등장하지 않는다)이었지만 킵은 첫 시리즈가 시작되기 전에 떠난다.
조이 트리비아니가 챈들러의 다음 룸메이트로 들어오게 되면서, <프렌즈>의 여섯 친구들 그룹이 탄생하게 된다.
챈들러는 모니카와 동거하기 전 6시즌까지 조이와 함께 살며,7시즌에서 모니카와 결혼하게 된다.

## 등장인물간의 관계

### 모니카 겔러
4시즌의 마지막 에피소드인 '로스의 결혼식'편에서 챈들러는 가장 가까운 친구중 한명인 모니카 겔러와 사귀기 시작한다.
첫 시즌에서 이미 그는 모니카에 대한 관심을 표출한다.3시즌에서도 챈들러는 그녀에 대한 진심을 보이지만,모니카는 그저 그가 농담하는거라 생각해서 시큰둥하게 반응한다.
런던에서 로스와 에밀리의 결혼식 전야에 챈들러와 모니카는 술에 취해 같이 잠자리를 하게 된다.(몇 년 뒤, 모니카는 사실 챈들러의 호텔 방에 조이를 만나러 갔었다고 털어놓게 된다.)
챈들러와 모니카는 다른 친구들에게 사귀고 있다는 사실을 숨기려고 하지만,결국 모두가 알게 된다.
챈들러는 모니카와 6시즌에서 동거를 시작하고 7시즌 마지막에 조이의 주례로 결혼한다.시리즈 마지막 에피소드에서 그들은 쌍둥이 에리카와 잭을 입양한다.

### 조이 트리비아니
모니카의 집으로 이사가기 전까지 챈들러는 가장 친한 친구인 조이 트리비아니와 아파트를 공유한다. 챈들러와 조이의 아파트는 시리즈 내내 친구들이 모이는 장소 중 하나로서 중요한 역할을 한다. 이 둘은 지속적인 가까운 친구 사이를 유지하며, 많은 우스꽝스러운 상황에 처하게 된다. 그 에피소드로는 로스의 젖먹이 아들(벤)을 버스에 두고 내린 일이나, 조이가 만든 커다란 가구가 침실입구를 막아서 챈들러가 당황했던 일, 오리와 닭을 샀던 일, 그리고 식탁을 풋볼 테이블로 바꿨던 일 등이 있다. 시리즈에서 지속적으로 사용된 개그 중 하나는 이 둘이 말다툼을 할 때 마치 오래된 부부처럼 행동한다는 것이다. 챈들러가 아내 역할로 추정되는 것이 대부분이지만, 조이의 새 룸메이트인 재니스가 방을 꾸몄던 에피소드에서는 재니스의 여성성에 동화된 조이가 좀 더 여성스러운 쪽을 맡아 말다툼 중 "왜 그런 말을 하는 거야? 진짜 못됐어!", "네가 한 말 때문이 아니야. 네가 말하는 방식 때문이지."라는 말을 한다.
이 둘은 첫단추부터 잘못 끼운다. 룸메이트를 구하던 챈들러에게 조이는 "나는 게이 그런 거 상관 없어." (조이는 챈들러를 게이라고 생각했다) 라고 한다. 그때 이미 챈들러는 원래 조이가 아니라 다른 사람(포르노 배우인 여동생이 있는 사진작가)을 룸메이트로 정한 상태였다. 그러나 허클스씨(Mr.Heckles, 모니카와 레이첼 아랫집에 사는 성미 까다로운 노인)가 잠옷을 입은 상태에서 자신이 챈들러의 새 룸메이트라고 태연하게 거짓말을 하는 바람에 그 사진작가는 실망한 나머지 떠나게 된다. 이로 인하여 챈들러는 조이에게 열쇠를 내줄 수밖에 없었는데, 스포츠와 맥주를 비롯해서 서로 많은 공통점이 있는 걸 발견하며 가까워진다. 또한 조이는 챈들러에게 미드 베이와치에 등장하는 여자들을 보는 것을 추천하기도 한다.
시리즈 전반에 걸쳐서 챈들러는 자주 조이를 원조한다. 집세를 내주고, 조이의 증명사진값도 내주고, 대부분의 음식을 사 나른다. 챈들러와 모니카가 결혼하기로 하고, 조이와 살던 집을 나가기로 했을 때 조이에게 닥칠 재정적 어려움을 덜어주기 위해 돈 내기를 걸고 일부러 져주기도 한다. 조이는 신세를 갚기 위해 새 영화의 프리미어 티켓 한 장을 챈들러에게 주는데, 안타깝게도 챈들러는 곯아떨어진다. 그 에피소드 이후에 조이는 챈들러에게 빚 진 1원짜리 한장마저 갚겠다고 주장하지만, 그 정확한 금액을 알게 되곤 "그래서 뭐, 넌 내 프리미어 중에 자빠져 잤잖아." 라고 말하는 것으로 끝맺음해버린다. 그러나 에피소드 "The One that Could Have Been"에선 챈들러가 재정적 문제를 겪는 잡지 기고 작가로, 조이는 엄청난 수입을 올리는 배우로 둘의 위치가 바뀐다. 그러던 중 조이는 챈들러를 어시스턴트로 고용함으로써 도움을 준다.
이 둘의 우정은 특히나 친밀하며, 챈들러는 조이를 '조'라는 애칭으로 가장 많이 부르는 사람이다. 챈들러가 모니카의 집으로 이사갈 당시 조이는 "채니와 J맨의 집"이 사라진다며 울상을 지었고, 다음날 모니카가 조이가 지난밤 눈이 퉁퉁 붓도록 울었다고 언급한다. 조이는 챈들러를 지적인 면에서 높이 사고, 챈들러는 조이의 힘과 여자를 유혹하는 능력을 높이 산다는 점에서 둘의 관계는 굉장히 균형적이기도 하다.

### 제니스 고럴닉
제니스 고럴닉(Janice Litman Goralnik)은 챈들러가 모니카를 만나기 전의 옛 연인이다.콧소리가 섞인 특이한 목소리와 웃음소리를 가졌으며,모든 대화에 그녀 특유의 손모양과 강세로 "오 ! 하느님!"(Oh..my...God!)이라고 말하는 버릇이 있다.
챈들러는 제니스와 만나는 동안 대부분의 시간을 그녀와 관계를 깨기 위해서 소진하는데,1시즌 마지막에서 결국 헤어지게 된다.
4시즌에서 우연히 다시 만나게 된 제니스를 피하기 위해 챈들러는 그녀에게 예멘으로 이사 간다고 둘러대지만,그녀가 공항까지 배웅하는 바람에 결국 예멘행 비행기를 타게 된다.
제니스는 목소리만 출연한 6시즌을 제외한 모든 시즌에 등장한다.

## 성격
챈들러의 성격은 재치와 유머감각, 방어기제로 인해 형성된 냉소적 태도가 특징이다.챈들러는 부모의 이혼 이후로 심리적으로 불안하거나 불편한 상황에서 농담을 하게 되었다.

### 동성애
챈들러는 가끔 동성애자로 오인받고는 한다. 그를 아는 사람들은 챈들러에게 그가 동성애자 일 것이라고 짐작하게 만드는 어떤 특질이 있다고 말한다.
그는 단짝친구 조이와 자주 포옹하며, 잘생긴 남자를 보고는 '와우'라고 감탄하기도 한다.
또한 그는 시즌 초반에 조이와 신년 키스를 한 적도 있으며, 조이 외에도 시즌7의 에피소드4에서 로스가, 일전에 챈들러와 함께 바에 갔었을 때 챈들러가 남자와 키스를 한 적도 있었다고 폭로하기도 한다.
시즌 중반에는 로스, 챈들러, 조이에게 "서로와 데이트를 한다면 누구와 하겠냐"는 레이첼의 질문에 셋 중 혼자 대답을 하기도 한다.
그러나 챈들러는 자신이 게이로 오해받는 것에 대해 마뜩찮아 하는데, 그것은 어린시절로부터 기인한다.
챈들러가 9살때의 추수감사절 저녁에 챈들러의 아버지 찰스 빙은 자신이 동성애자라고 밝힌다.
(이혼 후에,찰스 빙은 라스베가스로 가서 '비바 라스 게이가스'(Viva Las Gaygas)라는 게이바를 연다.)
챈들러 아버지는 챈들러에게 그의 아내보다 집안일을 돕던 한 하인과 잠자리를 갖기 위해서 이혼한다고 알리는데, 그의 폭탄 선언 직후 그 하인이 챈들러에게 "칠면조를 더 드시겠습니까?"라고 묻는다.
이 사건은 이후의 챈들러의 생에 지대한 영향을 끼치게 되는데 그가 추수감사절과 추수감사절의 대표적 음식인 칠면조를 기피하는 가장 큰 이유이다.
실제로 제작진들은 제작 초기에 챈들러를 동성애자 캐릭터로서도 고려했었다고 한다. 그러나 이후 생각이 바뀌었고, 방영된 챈들러의 이런 성향은 초기 고민에 영향을 받은 것으로 보여진다.